# 东关外墓群
东关外墓群，位于中国甘肃省酒泉市肃州区，为一个省级文物保护单位，类型为古墓葬。
东关外墓群的历史年代为汉、魏、晋、明、清。